# استان پوئرتو اینکا
استان پوئرتو اینکا (به اسپانیایی: Provincia de Puerto Inca) یک استان در پرو است که در منطقه اوئانوکو واقع شده‌است. استان پوئرتو اینکا ۹٬۹۱۳٫۹۴ کیلومتر مربع مساحت و ۳۱٬۷۴۸ نفر جمعیت دارد.
۸۹٫۵٪ مردم این استان به زبان اسپانیایی، ۵٫۵٪ به زبان‌های کچوا، ۱٫۹٪ زبان آشانینکا و ۰٫۳٪ زبان آیمارا صحبت می‌کنند.